# 在ベトナム外国公館の一覧

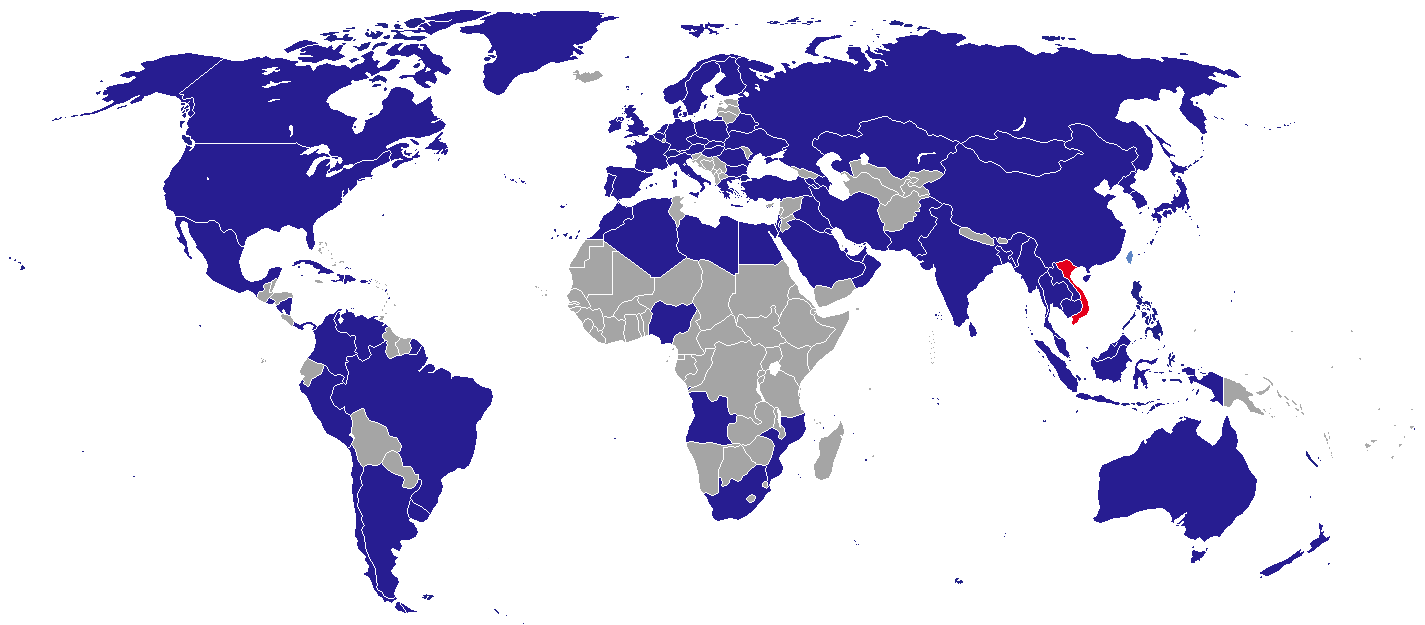
駐ベトナム社会主義共和国大使館のある国

下記は、駐ベトナム社会主義共和国大使館の一覧である。ハノイ市には現在77の大使館があり、加えていくつかの国はハノイ以外の都市にも領事館を持っている。ベトナムと外交関係があるが、大使館のない国は、クアラルンプール、北京など他国の大使館が代わりを担っている。

## 大使館
ハノイ
| - アルジェリア - アンゴラ - アルゼンチン - アルメニア - オーストラリア - オーストリア - アゼルバイジャン - バングラデシュ - ベルギー - ベラルーシ - ブラジル - ブルネイ - ブルガリア - カンボジア - カナダ - チリ - 中国 - コロンビア - キューバ - チェコ - デンマーク - 東ティモール - エジプト - フィンランド - フランス - ドイツ - ギリシャ | - ハイチ - ハンガリー - インド - インドネシア - イラン - イラク - アイルランド - イスラエル - イタリア - 日本 - カザフスタン - クウェート - ラオス - リビア - マレーシア - メキシコ - モンゴル - モロッコ - モザンビーク - ミャンマー - オランダ - ニュージーランド - ナイジェリア - 朝鮮民主主義人民共和国 - ノルウェー - オマーン - パキスタン | - パレスチナ - パナマ - ペルー - フィリピン - ポーランド - カタール - ルーマニア - ロシア - サウジアラビア - シンガポール - スロバキア - 南アフリカ - 韓国 - スペイン - スリランカ - スーダン - スウェーデン - スイス - タイ - トルコ - ウクライナ - アラブ首長国連邦 - イギリス - アメリカ - ウルグアイ - ベネズエラ |

### 駐ベトナム社会主義共和国大使館が無い国

#### 在中華人民共和国大使館が兼轄
| - アフガニスタン - アルバニア - バーレーン - ベナン - ボリビア - ブルンジ - カーボベルデ - コンゴ共和国 - コンゴ民主共和国 - エリトリア - エストニア - ガボン - ジョージア - ギニアビサウ - アイスランド - コートジボワール - ジャマイカ - ヨルダン | - ラトビア - リトアニア - マダガスカル - マリ - マルタ - モーリタニア - モルドバ - ナミビア - 北マケドニア共和国 - ルワンダ - スロベニア - シリア - タジキスタン - タンザニア - チュニジア - トルクメニスタン - ザンビア |

#### 在タイ王国大使館が兼轄
- ブータン
- ケニア
- ルクセンブルク
- ポルトガル

#### 在インドネシア大使館が兼轄
- エクアドル
- イラク
- セルビア
- ウズベキスタン [5]

#### 在マレーシア大使館が兼轄
- ボスニア・ヘルツェゴビナ
- クロアチア
- ガーナ
- イエメン
- ジンバブエ

#### 在日本大使館が兼轄
- ジブチ
- フィジー[6]
- パラグアイ[7]

## 代表部

### ハノイ
- 中華民国 (台北代表部)
- 欧州連合 (ヨーロッパ委員会代表)

## 総領事館・領事館

### ホーチミン市
| - オーストラリア - カンボジア - カナダ - 中国 - キューバ - フランス - ドイツ - ハンガリー - インド - インドネシア - イタリア - 日本 - クウェート - ラオス | - マレーシア - オランダ - ニュージーランド - パナマ - ポーランド - ロシア - シンガポール - 韓国 - スイス - 中華民国 (代表部事務処） - タイ - イギリス - アメリカ |

### ダナン
- 中国
- 日本
- ラオス
- ロシア
- 韓国